# Будзішув (Сьредський повіт)
Будзішув (пол. Budziszów, нім. Baudis-Meesendorf) — село в Польщі, у гміні Костомлоти Сьредського повіту Нижньосілезького воєводства.
Населення — 304 особи (2011).
У 1975-1998 роках село належало до Вроцлавського воєводства.

## Демографія
Демографічна структура станом на 31 березня 2011 року:
|          | Загалом | Допрацездатний вік | Працездатний вік | Постпрацездатний вік |
| -------- | ------- | ------------------ | ---------------- | -------------------- |
| Чоловіки | 155     | 44                 | 102              | 9                    |
| Жінки    | 149     | 33                 | 94               | 22                   |
| Разом    | 304     | 77                 | 196              | 31                   |